# Миншункир
Миншунки́р (каз. Мыңшұңқыр) — село у складі Отирарського району Туркестанської області Казахстану. Входить до складу Когамського сільського округу.
До 1999 року село називалось Кизилту.
Населення — 1188 осіб (2021; 588 у 2009, 489 у 1999, 423 у 1989).